# Jay Baruchel
Jonathan Adam Saunders 'Jay' Baruchel (Ottawa, 9 april 1982) is een Canadees acteur. Na voornamelijk televisieseries en bijrollen in onder meer Almost Famous, Million Dollar Baby en Knocked Up, promoveerde hij in 2010 tot hoofdrolspeler in films als She's Out of My League en The Sorcerer's Apprentice. Daarnaast sprak hij dat jaar de stem in van hoofdpersonage Hiccup voor de animatiefilm How to Train Your Dragon, waarvoor hij een Annie Award won. Baruchel kreeg eerder op het U.S. Comedy Arts Festival 2007 zowel de prijs voor beste acteur als die voor grootste ontdekking in de filmwereld, naar aanleiding van zijn titelrol in I'm Reed Fish.
Goon was in 2011 de eerste (avondvullende) film waaraan Baruchel niet alleen als acteur meewerkte, maar ook als (mede)schrijver en (mede)producent.

## Filmografie
*Exclusief televisiefilms
| - BlackBerry (2023) - How to Train Your Dragon: The Hidden World (2019, stem) - Goon: Last of the Enforcers (2017) - Lovesick (2016) - How to Train Your Dragon 2 (2014, stem) - Don Peyote (2014) - RoboCop (2014) - The Art of the Steal (2013) - This Is the End (2013) - Cosmopolis (2012) - Goon (2011) - Good Neighbours (2010) - The Sorcerer's Apprentice (2010) - How to Train Your Dragon (2010, stem) - She's Out of My League (2010) | - The Trotsky (2009) - Night at the Museum: Battle of the Smithsonian (2009) - Fanboys (2009) - Nick and Norah's Infinite Playlist (2008) - Tropic Thunder (2008) - Real Time (2008) - Just Buried (2007) - Knocked Up (2007) - I'm Reed Fish (2006) - Fetching Cody (2005) - Million Dollar Baby (2004) - Nemesis Game (2003) - The Rules of Attraction (2002) - Almost Famous (2000) - Running Home (1999) - Who Gets the House? (1999) |

## Televisieseries
*Exclusief eenmalige gastrollen
- Dragons: Race to the Edge - Hiccup Horrendous Haddock III (stem, 2015-2017, 65 afleveringen)
- Man Seeking Woman - Josh Greenberg (2015-2017, dertig afleveringen)
- Dragons: Riders of Berk - Hiccup Horrendous Haddock III (stem, 2012-2014, veertig afleveringen)
- The Drunk and on Drugs Happy Funtime Hour - Private Prosciutto (2011, twee afleveringen)
- Numb3rs (2006-2007)- Oswald Kittner (twee afleveringen)
- Just Legal (2005-2006) - David 'Skip' Ross (acht afleveringen)
- The Stones (2004) - Winston Stone (zes afleveringen)
- Undeclared (2001-2003) - Steven Karp (zeventien afleveringen)
- My Hometown (1996) - Thomas-John Thompson (drie afleveringen)

- Biblioteca Nacional de España: XX5092445
- Bibliothèque nationale de France: cb162557684 (data)
- Gemeinsame Normdatei: 143705822
- International Standard Name Identifier: 0000 0001 2197 6094
- Library of Congress Control Number: no2006079505
- MusicBrainz: c3e94a5c-bd3c-4b49-8286-bc7d5be84263
- Nationale Bibliotheek van Tsjechië: xx0173752
- Nationale Bibliotheek van Polen: a0000002619664
- Nederlandse Thesaurus van Auteursnamen: 329614002
- Istituto Centrale per il Catalogo Unico: DDSV324850
- Système universitaire de documentation: 094264635
- Virtual International Authority File: 164048059
- WorldCat: E39PBJkp7TgtgfvXgqDvfRPRKd